# ケイシー・バーンフィールド
ケイシー・バーンフィールド（Kacey Barnfield, 本名：Kacey Louisa Barnfield, 1988年1月14日 - ）は、イギリス・ハックニー・ロンドン特別区出身の女優。

## 来歴
三人きょうだい。2010年に両親が離婚。2011年11月にアメリカ・ロサンゼルスへ移る。
9歳のときから広告や舞台などで活動。英国放送協会 (BBC) のテレビドラマ『ホープ・アンド・グローリー』で脚光を浴びる。

## 出演作品

### 映画
| 公開年 | 邦題 原題                                                | 役名                     | 備考       |
| ------ | -------------------------------------------------------- | ------------------------ | ---------- |
| 2010   | U.M.A レイク・プラシッド3 Lake Placid 3                  | エリー                   | テレビ映画 |
| 2010   | バイオハザードIV アフターライフ Resident Evil: Afterlife | クリスタル・ウォーターズ |            |
| 2011   | アルティメット・プレデター Roadkill                      | ケイト                   | テレビ映画 |
| 2011   | ジャバウォック 天空の龍神と雷斬りの剣 Jabberwock         | アナベル                 | テレビ映画 |